# Luís Teixeira (remero)
Luís Ahrens Teixeira (5 de noviembre de 1973) es un deportista portugués que compitió en remo. Ganó una medalla de bronce en el Campeonato Mundial de Remo de 1994, en la prueba de cuatro scull ligero.

## Palmarés internacional
| Campeonato Mundial | Campeonato Mundial            | Campeonato Mundial | Campeonato Mundial  |
| Año                | Lugar                         | Medalla            | Prueba              |
| ------------------ | ----------------------------- | ------------------ | ------------------- |
| 1994               | Indianápolis (Estados Unidos) | Medalla de bronce  | Cuatro scull ligero |